# Indexation (finance)
Pour les articles homonymes, voir Indexation.
En finance, l'indexation est l'ajustement d'une valeur sur un indice (indice d'inflation, indice boursier) ou un taux de référence. Une somme indexée évolue ainsi en suivant l'évolution de l'indice de référence ; ce peut aussi être un taux qui évolue à proportion d'un autre taux.
D'un point de vu juridique, l'indexation, autrement appelée "clause d'échelle mobile", est une mesure contractuelle, légale ou réglementaire qui prévoit la prise en compte d'une variation automatique de la valeur d'une prestation en fonction d'une ou plusieurs données économiques. En France, l'exemple le plus représentatif serait l'indexation directe du SMIC, salaire minimum, sur l'indice des prix à la consommation, l'IPC. Cette mesure résulte du droit du travail, où elle y est inscrite depuis 1952,.
Un exemple d'indexation organisée légalement, en France, est celui des loyers des baux d'habitation, des baux commerciaux, qui dépend pour les premiers de l'indice de référence des loyers, pour les seconds de l'indice des loyers commerciaux.
En Belgique, les salaires dans la fonction publique et les allocations sociales, ainsi que certains salaires dans le privé (en fonction des conventions collectives de branches) sont indexés par rapport à l'indice santé, une fois l'"indice-pivot" atteint, l'augmentation est automatique. Ce système a été fortement critiqué par l'OCDE et par la Commission européenne et fait l'objet de nombreux débats politiques depuis lors,,.
En finance, cette technique est aussi appelée gestion passive dont le but est de répliquer la performance d'un indice de référence sur une certaine période en assurant une déviation minimale à l'aide d'outils d'optimisation ou de réplication. Nous pouvons notamment parler des ETF, ce sont des produits financiers permettant d’acheter et de vendre en bourse des paniers d’actions et d’obligations en une seule transaction, comme s’il s’agissait d’actions ordinaires, ils ont parfois pour seul mandat de s’indexer aussi précisément que possible sur un indice boursier. Ainsi les ETF indiciels sont des fonds de placement répliquant la performance d’un indice boursier, comme le CAC 40 ou le S&P 500 en suivant fidèlement leur performance. Dans d'autres cas, l'investissement et l'allocation du capital dans certains actifs financiers dépendrais de l'évolution d'un indice représentant la tendance globale d'un marché, pour ainsi dire, la hausse d'un indice représentant le secteur de l'IA, induirait donc l'achat d'action dans ce même secteur. Lors de la constitution d'un portefeuille d'actifs financier, l'indexation est un moyen commun de comparer les performances du portefeuille avec un indice relatif tel que le CAC 40 ou encore le S&P 500,.